# Om dagen om natten
Om dagen om natten är en diktsamling av Werner Aspenström utgiven 1961.
I motsats till den ljusa tonen i den föregående samlingen Dikter under träden är Om dagen om natten till övervägande delen en mörk samling, präglad mer av vemod än av lovsång. En genomgående tematik är tillvarons motsägelsefullhet: "Motsägelser, ett tyglat tumult,/ bättre fann jag inte världen" är inledningen på en dikt som har setts som en sammanfattning av författarens dåvarande syn på världen.
Samlingen innehåller dock också några ljusare dikter om det enkla livets glädje eller återkallande av ett barndomsminne. Här finns även dikten Världsförklaring där författaren en morgon på Kymmendö möter en lika oförklarlig som förklarande ljusupplevelse som bryter igenom stämningar av mörker och vemod och ger honom en mystisk förnimmelse av helhet och evighet.